# Sanctuaire Saint-Joseph de Karlovac
Le sanctuaire Saint-Joseph est un lieu de culte situé dans le quartier de Dubovac à Karlovac en Croatie, rattaché par l’Église catholique à l’archidiocèse de Zagreb. La Conférence épiscopale croate l’a déclaré sanctuaire national le 15 avril 1987,.

## Historique
Saint Joseph est le patron du royaume historique de Croatie à partir de 1687. Les évêques croates, réunis alors au sein de la Conférence épiscopale de Yougoslavie (en), décident en 1972 de maintenir cette dédicace, dans un contexte d’indépendantisme croate.
La construction du sanctuaire est confiée à l’architecte Josipa Šponar Muth. La première pierre est bénie par l’évêque auxiliaire Franjo Kuharić le 14 juillet 1968 et la construction commence. L’église est consacrée le 15 septembre 1974 par l’archevêque Franjo Šeper.